# Wallfahrtskirche Nörsach

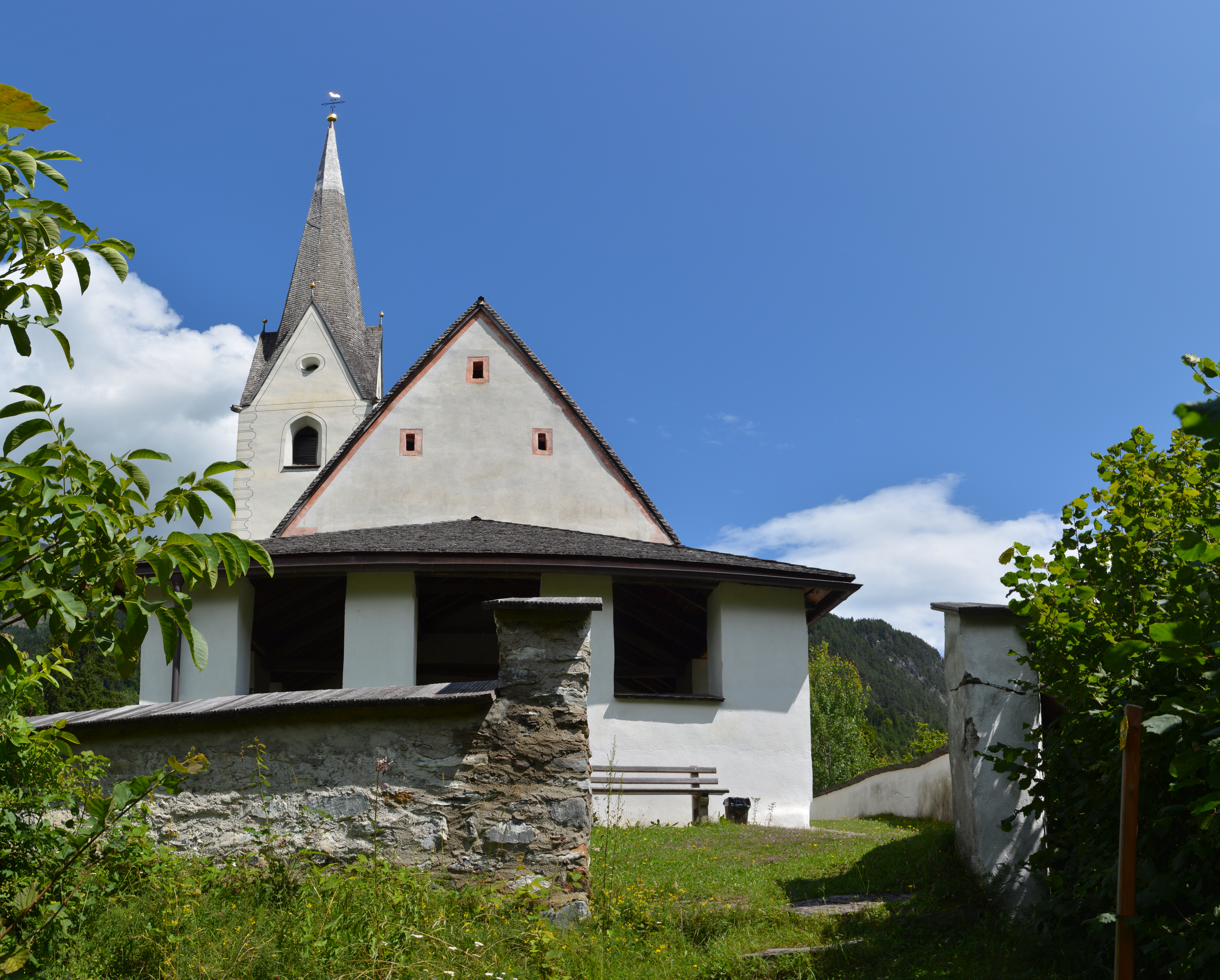
Katholische Wallfahrtskirche hl. Chrysanthus in Nörsach

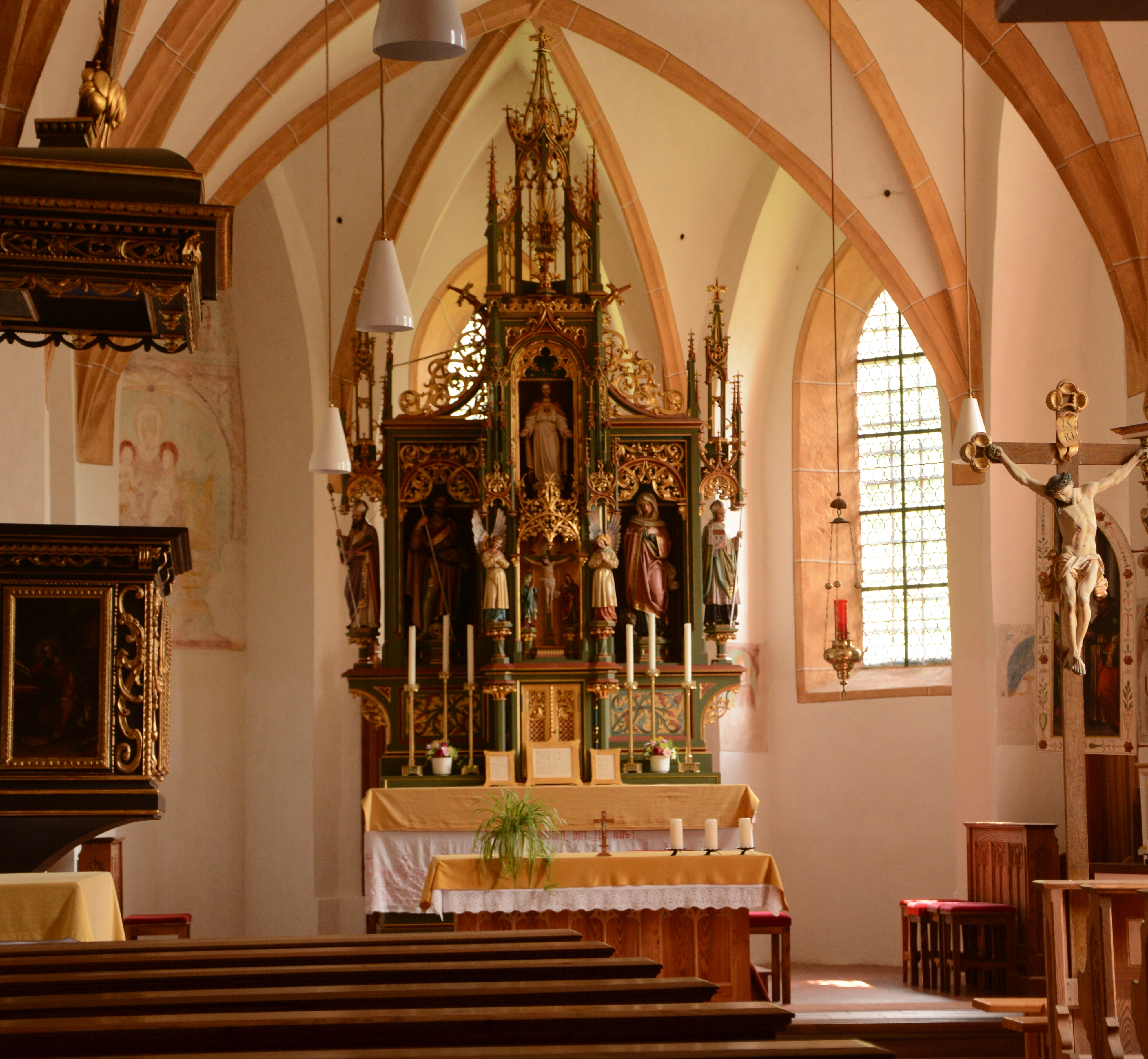
Langhaus, Blick zum Chor

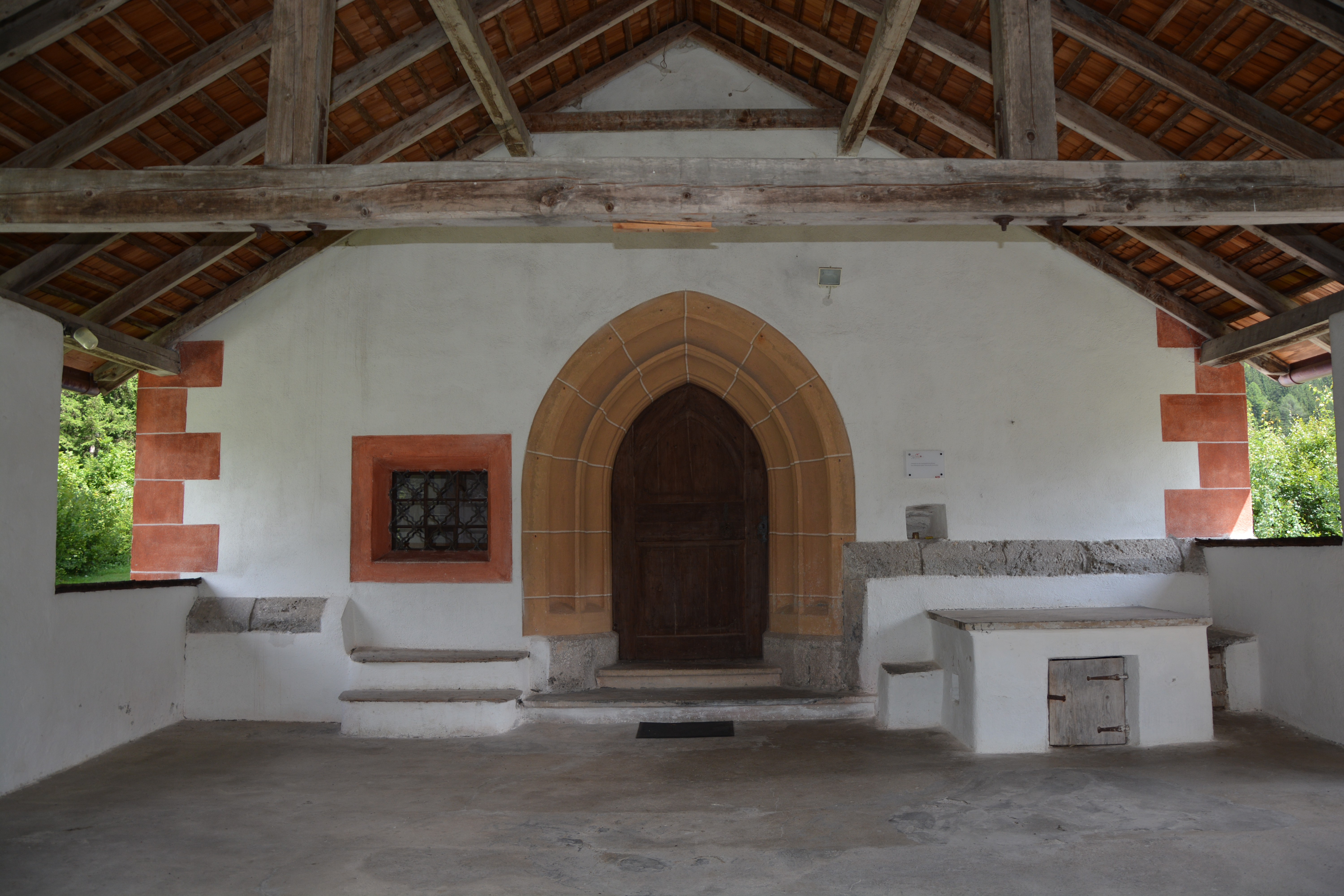
Vorhalleninneres mit Westportal und Wurftisch

Die Wallfahrtskirche Nörsach steht exponiert auf einer bewaldeten allseits abfallenden Kuppe abseits der Ortschaft Nörsach in der Gemeinde Nikolsdorf im Bezirk Lienz im Bundesland Tirol. Die dem Patrozinium hl. Chrysanthus unterstellte römisch-katholische Wallfahrtskirche gehört zum Dekanat Lienz der Diözese Innsbruck. Die ehemalige Wehrkirche steht unter Denkmalschutz (Listeneintrag).

## Geschichte
1485 wurde die Kirche geweiht. Es bestand bis ins 20. Jahrhundert eine beliebte Wallfahrt zum hl. Chrysanth als Viehpatron.

## Architektur
Die spätgotische Saalraumkirche mit einem Nordturm ist großteils von einer Umfassungsmauer umgeben.
Der Kirchenbau mit einem Langhaus und Chor in gleicher Breite hat ein steiles Satteldach, der gotische Sockel umläuft die Kirche und den Turm, die Fassade zeigt rote Quadermalerei an den Ecken, an den Fensterumrahmungen und Laibungen, auch rot am Gesims und an der darunterliegenden Quastenbordüre. Der Turm hat Rundbogenfensterchen in den Giebelfeldern und trägt einen Spitzhelm. An der Westfront steht in Kirchenbreite eine quadratische offene Vorhalle auf Pfeilern mit einem Wurftisch. Das spitzbogige Westportal hat zwei Hohlkehlen. Der Sakristeianbau steht nördlich an Turm und Chor.
Das Kircheninnere zeigt einen einheitlichen spätgotischen fünfjochigen Saalraum mit einem Dreiachtelschluss und spitzbogigen Fenstern, das Gewölbe zeigt eine unsymmetrische Rippenkonfiguration ohne Schlusssteine als Knickrippengewölbe auf viereckigen Wandpfeilern. Das gotische Turmportal hat einen Schulterbogen. Das südliche Seitenportal hat einen Korbbogen und eine Türe mit barocken Beschlag. Die freitragende Empore zeigt eine Brüstung in neugotischen Formen und trägt eine Orgelprospekt mit drei Feldern.
Es gibt spätgotische Wandmalereien, in der Schildwand der linken Chorschräge Krönung Mariens durch die Heilige Dreifaltigkeit dargestellt durch die drei Personen um 1480/1485, darunter Anna selbdritt als Secco-Malerei um 1510/1520, über dem Westportal teils durch die Empore verdeckt thronender Christus segnend mit Weltkugel um 1500, es gibt Apostelkreuze mit der Darstellung der Zwölf Apostel in Halbfigur um 1480/1485.

## Ausstattung
Der neugotische Hochaltar aus 1905/1910 trägt die Statuen Hll. Rupert und Virgil, Chrysanthus und Daria, Herz Jesu und Engel.
Das wohl barocke Orgelwerk wurde von Peter Volgger um 1875 mit einem neugotischen Gehäuse mit dreiteiligen Prospekt umgestaltet.